# 포르투게사주

포르투게사 주의 위치

포르투게사주(스페인어: Estado Portuguesa)는 베네수엘라 서부에 위치한 주로 주도는 과나레이며 면적은 15,200km2, 인구는 873,400명(2007년 기준)이다. 1909년에 신설되었으며 14개 지방 자치체를 관할한다. 북쪽으로는 라라 주, 동쪽으로는 코헤데스 주, 서쪽으로는 트루히요 주, 남쪽으로는 바리나스 주와 접한다.

## 같이 보기
- 베네수엘라의 주
- 베네수엘라의 행정 구역